# Listă de președinți ai Somaliei
Această pagină conține o listă a președinților Somaliei.

## Președinți succesivi [ modifica ]
Așa cum am menționat mai sus, puterea președintelui Somaliei după războiul civil din Somalia este eficientă doar într-o mică parte din Somalia.
| Generație                                                                                     | Președintele | Președintele | Data de inaugurare | Data retragerii     | Petrecere nativă                                                   |
| --------------------------------------------------------------------------------------------- | --- | --- | ------------------ | ------------------- | ------------------------------------------------------------------ |
| Republica Somalia                                                                             | | |                    |                     |                                                                    |
| 1                                                                                             | | Aden Abdullah Usman | 1 iulie 1960       | 30 iunie 1967       | Alianța Tineretului Somalian (SYL)                                 |
| 2                                                                                             | | Abdi Rashid Ally Shell Marche | 30 iunie 1967      | 15 octombrie 1969   | Alianța Tineretului Somalian (SYL)                                 |
| Surogat                                                                                       | | Shayha Mukta Mohammed Hussein | 15 octombrie 1969  | 21 octombrie 1969   | Alianța Tineretului Somalian (SYL)                                 |
| Republica Democrată Somalia                                                                   | | |                    |                     |                                                                    |
| 3                                                                                             | | Mohamed Chiado Barre | 21 octombrie 1969  | 27 ianuarie 1991    | Partidul Revoluționar Socialist Somalian (SRSP)                    |
| ( Războiul civil somalian )                                                                   | | |                    |                     |                                                                    |
| patru                                                                                         | | Ali Mahdi Muhammad | 29 ianuarie 1991   | 3 ianuarie 1997     | Unified somalez Conference (USC)                                   |
| Auto-Strigați                                                                                 | | Mohammed Falla Idead | (15 ianuarie 1995) | (1 august 1996)     | Kokumin dōmei somalian ( versiunea engleză ) (SNA)                 |
| Auto-Strigați                                                                                 | | Hussein Mohammed Farah Idido | (2 august 1996)    | (20 martie 1998)    | Kokumin dōmei somalian ( versiunea engleză ) (SNA)                 |
| Consiliul de reconciliere și restaurare din Somalia (SSRC) ( contraguvernamental , la Baidoa) | | |                    |                     |                                                                    |
| -                                                                                             | Ali Mahdi Muhammad (s.a.) + Osman Hassan Ali (b. 1940 - d. 2013) + Abdulkadir Muhammad Aden (b. 1919 - d. 2002) + Abdullahi Yusuf Ahmed (b. 1934 - d. 2012) + Aden Abdullahi Nur (b. . | Ali Mahdi Muhammad (s.a.) + Osman Hassan Ali (b. 1940 - d. 2013) + Abdulkadir Muhammad Aden (b. 1919 - d. 2002) + Abdullahi Yusuf Ahmed (b. 1934 - d. 2012) + Aden Abdullahi Nur (b. . | 3 ianuarie 1997    | 27 august 2000      |                                                                    |
| Somalia Guvernul Național de tranziție                                                        | | |                    |                     |                                                                    |
|                                                                                               | | Hussein Farrah Aidid | 27 august 2000     | 2000                |                                                                    |
|                                                                                               | | Hilowle Iman Omar (n. 1938? - d. 2010) USC | 2000               | 2000                |                                                                    |
|                                                                                               | | Aden Abdullahi Nur | 2000               | 2000                |                                                                    |
|                                                                                               | | Hassan Mohammed Nur (b. 1946 - d. 2013) RRA | 2000               | 2000                |                                                                    |
|                                                                                               | | Abdullahi Sheikh Ismail | 2000               | 2000                |                                                                    |
|                                                                                               | | Mowliid Maane Maxamuud (b. 19 .. - d. 2012) SAMO | 2000               | 2000                |                                                                    |
|                                                                                               | | Mohamed Omar Dubad | 13 august 2000     | 13 august 2000      |                                                                    |
| Liderii și guvernul interimar al Somaliei                                                     | | |                    |                     |                                                                    |
| Surogat                                                                                       | | Mohammed Absir Muse | 13 august 2000     | 22 august 2000      |                                                                    |
| Surogat                                                                                       | | Abdullah Isaac Derou | 22 august 2000     | 27 august 2000      |                                                                    |
| Cinci                                                                                         | | Abdikasim Sarah Hassan | 27 august 2000     | 14 octombrie 2004   |                                                                    |
| Auto-Strigați                                                                                 | | Abdinur Ahmad Derman | (Iulie 2003)       |                     |                                                                    |
| Guvernul federal interimar din Somalia                                                        | | |                    |                     |                                                                    |
| 6                                                                                             | | Abdurahi Yusuf | 14 octombrie 2004  | 29 decembrie 2008   | Frontul democratic al reliefului somalian ( versiunea în engleză ) |
| Auto-Strigați                                                                                 | | Șeicul Sharif Șeicul Ahmad | (5 iunie 2006)     | (29 iunie 2006)     | Conferința Curții Islamice (UCI)                                   |
| Auto-Strigați                                                                                 | | Hassan Dahir Încă | (29 iunie 2006)    | (28 decembrie 2006) | Conferința Curții Islamice (UCI)                                   |
| Surogat                                                                                       | | Adan Mohammed Noor Madbe | 29 decembrie 2008  | 31 ianuarie 2009    | Armata de rezistență Rahan Wayne                                   |
| 7                                                                                             | | Shaf Ahmad | 31 ianuarie 2009   | 20 august 2012      | Federația Somaliană de Reeliberare (ARS)                           |
| Republica Federală Somalia                                                                    | | |                    |                     |                                                                    |
| Surogat                                                                                       | | Musse Hassa Abdulle | 20 august 2012     | 28 august 2012      | Independent                                                        |
| Surogat                                                                                       | | Mohommed Jawali otoman | 28 august 2012     | 16 septembrie 2012  | Independent                                                        |
| 8                                                                                             | | Hassan Sheikh Mohammed | 16 septembrie 2012 | 8 februarie 2017    | Partidul pentru pace și dezvoltare ( engleză ) (PDP)               |
| 9                                                                                             | | Mohammed Abdullahi Mohamed | 8 februarie 2017   | 16 mai 2022         | Tayo Party ( versiunea engleză ) (TPP)                             |
| 10                                                                                            | | Hassan Sheikh Mohammed | 16 mai 2022        |                     | Partidul pentru pace și dezvoltare ( engleză ) (PDP)               |